# Mengersgereuth-Hämmern

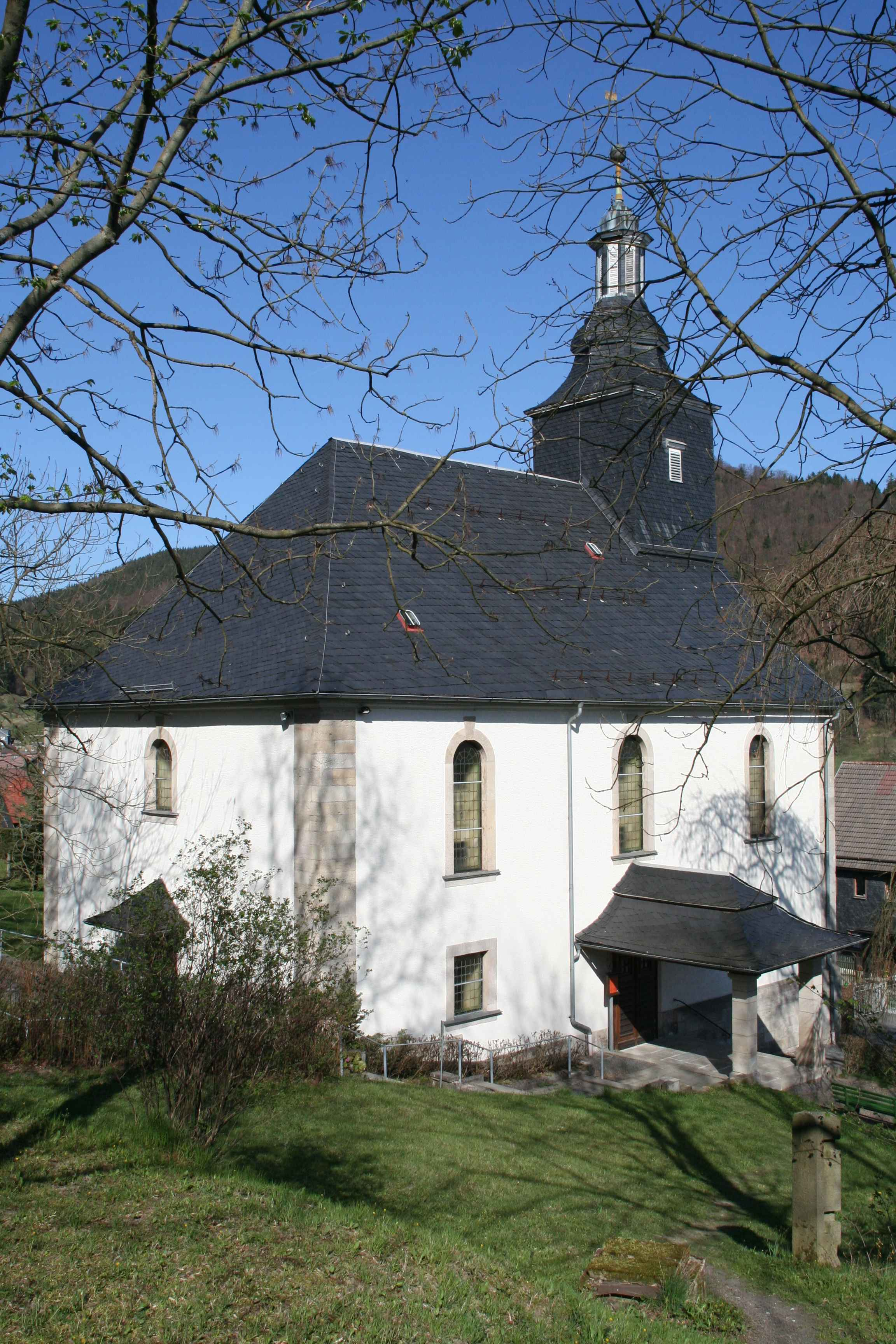
Evangelische Erlöserkirche in Mengersgereuth

Mengersgereuth-Hämmern ist ein Ortsteil der Gemeinde Frankenblick im Landkreis Sonneberg in Thüringen. Zuvor existierte eine gleichnamige Gemeinde, die am 1. April 1923 gebildet und am 1. Januar 2012 mit der Gemeinde Effelder-Rauenstein zur neuen Gemeinde zusammengeschlossen wurde.

## Geographie
Mengersgereuth-Hämmern liegt im Tal der Effelder am Südrand des Thüringer Schiefergebirges. Im Norden liegt das Straßendorf Hämmern, das im Süden nahtlos ins Straßendorf Mengersgereuth übergeht. Südöstlich liegt der Ortsteil Forschengereuth am Hang des 719 Meter hohen Berges Oberschaar. Unmittelbar südwestlich an Mengersgereuth schließt sich das Dorf Schichtshöhn an.

### Gemeindegliederung
Mengersgereuth-Hämmern bestand aus vier Ortsteilen, die aber zusammengewachsen sind:
- Forschengereuth (im Südosten)
- Hämmern (im Norden)
- Mengersgereuth (in der Mitte)
- Schichtshöhn (im Südwesten)

Weiterhin finden sich auf dem Gebiet der ehemaligen Ortsteile die ehemals eigenständigen Siedlungen Schwarzwald und Augustenthal.

## Geschichte
Der Ortsteil Forschengereuth wird 1317 im Henneberger Erbbuch erstmals urkundlich erwähnt und ist damit wohl der älteste Ortsteil in der Gemeinde.
Der Ortsteil Hämmern hatte seinen Ursprung in einer Bergmannssiedlung aus dem 15. Jahrhundert. Im Umkreis von Hämmern wurde in mehreren Schächten und Stollen bis 1866 Eisenerz abgebaut und in einer Hammermühle, später Augustenthal benannt, verarbeitet. Die für die Eisenerzgewinnung notwendige Holzkohle wurde vor Ort mit zahlreichen Kohlemeilern erzeugt. Die geringe Qualität des Erzes, es soll hohe Phosphatanteile aufweisen, führte zur Aufgabe des Bergbaus in Hämmern bereits im 19. Jahrhundert. Die Ortsteile Mengersgereuth und Forschengereuth waren Rodungssiedlungen und vorwiegend landwirtschaftlich geprägt. 1726 erhielten die Orte Hämmern, Forschengereuth, Rabenäußig und Mengersgereuth ihr eigenes Kirchspiel in Mengersgereuth mit der Erlöserkirche am Fuß des Strohberg.
Der Ort entstand am 1. April 1923 aus dem Zusammenschluss der vier ehemals eigenständigen Orte Forschengereuth, Mengersgereuth, Hämmern und Schichtshöhn.
Während der Zeit des Nationalsozialismus wurden Bürger des Ortes verfolgt, unter ihnen Ewald Steiner, der im KZ Bad Sulza interniert worden war. Als er 1939 erneut verhaftet werden sollte, entzog er sich dem Zugriff der Gestapo durch den Freitod. Während des Zweiten Weltkrieges mussten 82 Frauen und Männer aus der Sowjetunion, Polen und der Tschechoslowakei Zwangsarbeit in den Firmen August Görting & Co., M. Schnetter & Co., Oscar Brückner und in der Porzellanfabrik verrichten. Zur Geschichte von Mengersgereuth-Hämmern während des Nationalsozialismus gehört auch die versuchte Umbenennung der Gemeinde in Hitlerberge, die letztlich nicht genehmigt wurde, aber doch verschiedentlich Eingang in Karten fand.

## Wappen
Halb gespalten und geteilt von Schwarz, Gold und Silber; oben vorn einen goldenen, einwärtsgekehrten Löwen, oben hinten auf grünem Dreiberg eine schwarze, rot bewehrte Henne mit rotem Kamm und roten Lappen, unten aus grünem Schildfuß wachsend drei grüne Tannen.

## Wirtschaft
Das Gewerbegebiet von Mengersgereuth-Hämmern liegt im Süden des Ortes an der B89. Hier haben sich verschiedene kleine Unternehmen angesiedelt. Im Ortskern besteht auf dem Gelände der ehemaligen Porzellanfabrik ein historisch gewachsener Gewerbestandort.

## Verkehr
Mengersgereuth-Hämmern liegt an der Bahnstrecke Eisfeld–Sonneberg, die von Sonneberg nach Meiningen führt. Der Ort besitzt an dieser Strecke zwei Anschlüsse, den Haltepunkt Mengersgereuth-Hämmern Ost im Osten und den Bahnhof Mengersgereuth-Hämmern im Westen. Beide werden im Zweistundentakt von den Regionalbahnen der Süd-Thüringen-Bahn bedient.
Südlich tangiert die Bundesstraße 89 den Ort, die Sonneberg mit Eisfeld verbindet. Der Großteil des Ortes liegt an der Straße, die nach Norden nach Steinheid und Steinach führt. Darüber hinaus ist der Ort durch zwei Buslinien erschlossen. Eine Linie verbindet den Ort mit der Kreisstadt Sonneberg (sieben Haltestellen), die andere tangiert ihn mit den Haltestellen Forschengereuth und Schichtshöhn und führt ins Sonneberger Hinterland und weiter nach Eisfeld und Suhl.

## Partnergemeinde
- Waldstetten im Ostalbkreis (Baden-Württemberg), seit 1991

## Persönlichkeiten
- Arthur Ehrhardt (1896–1971), Offizier, Militärschriftsteller, Übersetzer und politischer Publizist; geboren in der Ortschaft Hämmern
- Helmut Brückner (1919–1988), Mediziner und Hochschullehrer in Rostock
- Werner Jacob (1938–2006), Organist und Komponist
- Ulrich Sperschneider (1940–2006), Fußballspieler
- Rolf Rosenbrock (* 1945), Gesundheitswissenschaftler
- Monika Debertshäuser (* 1952), Skilangläuferin; geboren in Sonneberg
- Bernd Eckstein (* 1953), Skispringer
- Raimund Litschko (* 1967), Skispringer; geboren in Sonneberg

## Sonstiges
In Mengersgereuth-Hämmern wird Itzgründisch gesprochen, ein mainfränkischer Dialekt.